# Chiesa di Santa Croce (Romana)

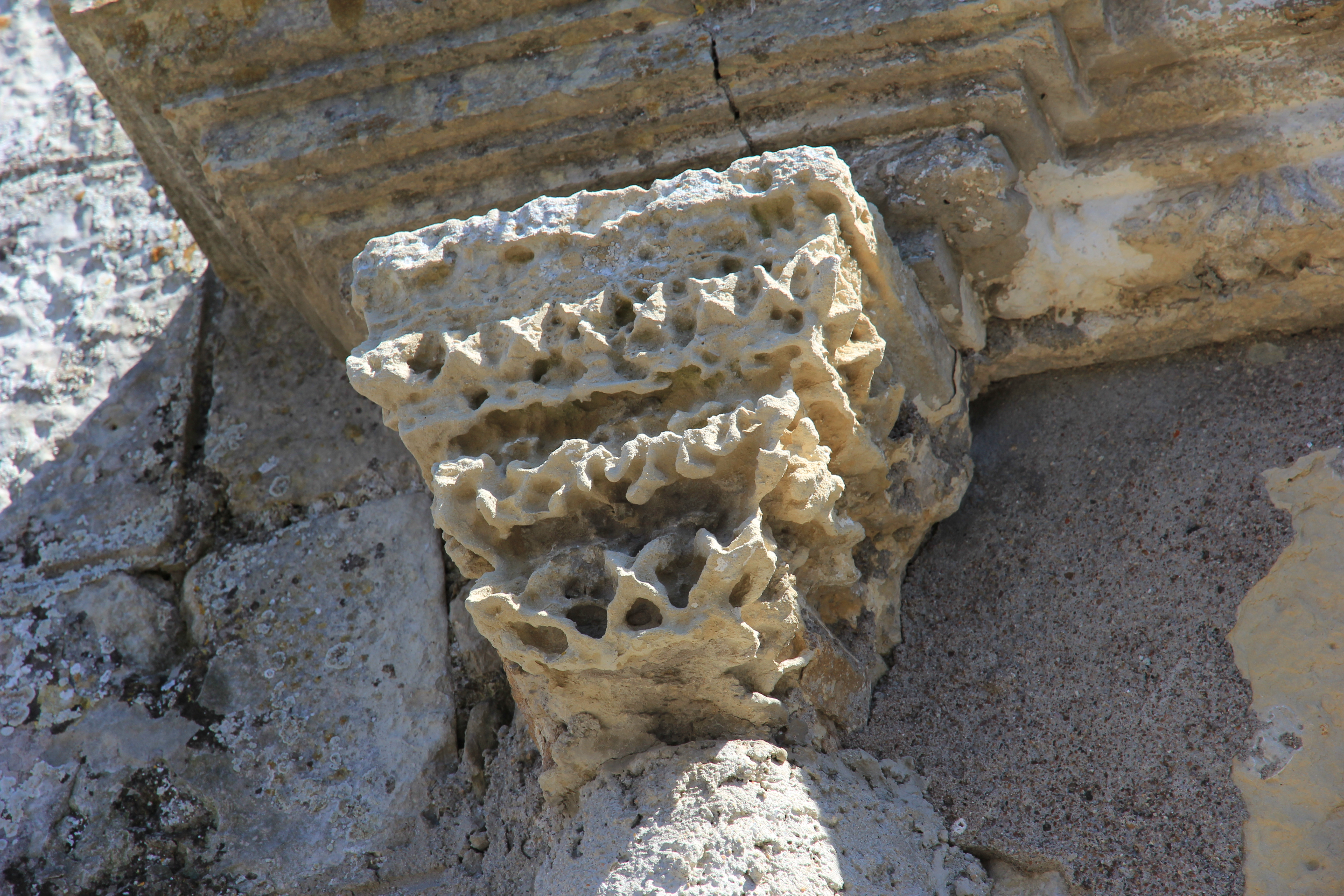
Particolare

La chiesa di Santa Croce, in sardo cheja de Santa Rughe, è un edificio religioso ubicato a Romana, centro abitato della regione del Meilogu, in Sardegna. Consacrata al culto cattolico, fa parte della parrocchia della Madonna degli Angeli, diocesi di Alghero-Bosa.
La chiesa, situata nella via Gariabldi, è stata edificata in forme tardogotiche durante il secolo XVI. All'interno presenta un'aula mononavata con cappelle laterali e custodisce un antico altare in tufo rosa.